# 1965 en Colombie-Britannique
Chronologie de la Colombie-Britannique
- 1961
- 1962
- 1963
- 1964
- 1965
- 1966
- 1967
- 1968
- 1969

Cette page concerne des événements qui se sont produits durant l'année 1965 dans la province canadienne de Colombie-Britannique.

## Politique
- Premier ministre : W.A.C. Bennett.
- Chef de l'Opposition : Robert Strachan du Nouveau Parti démocratique de la Colombie-Britannique
- Lieutenant-gouverneur : George R. Pearkes
- Législature :

## Événements
- Mise en service à Hudson Hope du Hudson Hope Bridge, pont routier suspendu de 207 mètres de longueur[1].

## Naissances

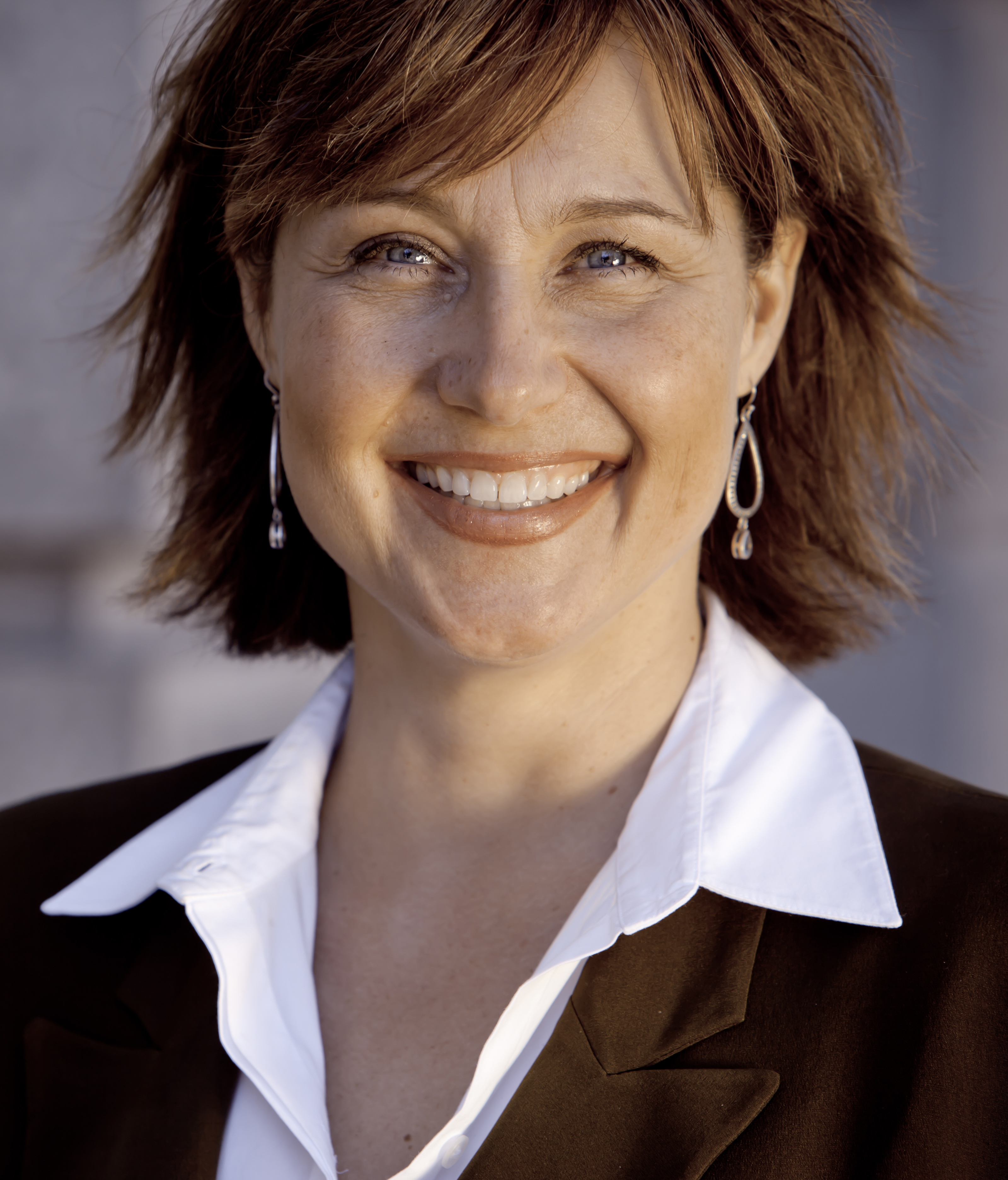
Christy Clark.

- Andrew Sabiston, acteur canadien né à Victoria .
- 9 mai à Cranbrook : Stephen Gregory Yzerman, dit Steve Yzerman, joueur canadien de hockey sur glace. Il a joué toute sa carrière professionnelle dans la Ligue nationale de hockey avec les Red Wings de Détroit entre 1983 et 2006. Sa fin de carrière a été parsemée de nombreux problèmes de santé, notamment au genou, le poussant à arrêter en 2006. Le 30 janvier 2007, il accepte le poste de directeur général de l'équipe du Canada[2] en remplacement de Wayne Gretzky.
- 6 juin à Comox : Cameron Michael Neely, dit Cam  Neely, joueur professionnel de hockey sur glace qui évoluait au poste d'ailier droit.
- 1 octobre à Burnaby : Clifford John Ronning , joueur professionnel canadien de hockey sur glace[3].
- 29 octobre à Burnaby : Christina Joan Clark dite Christy Clark, femme politique canadienne. Chef du Parti libéral de la Colombie-Britannique (BC Liberals) de 2011 à 2017, elle est première ministre de la Colombie-Britannique du 14 mars 2011 au 17 juillet 2017.
- 5 novembre à Bella Coola : Andrew Crosby, rameur d'aviron canadien.